# Кызыл-Коба (памятник природы)
Данная статья о природоохранном объекте. Не следует путать с Кызыл-Коба — статья о пещерах.
«Кызы́л-Коба́» или «Кра́сные пеще́ры» (укр. «Кизил-Коба», крымскотат. «Qızıl Qoba», «Къызыл Къоба») — геологический памятник природы общегосударственного значения, расположенный в Крымских горах на территории Симферопольского района (Крым). Площадь — 33 га. Землепользователь — Симферопольское государственное лесоохотничье хозяйство.

## История
Статус памятника природы был присвоен 7 августа 1963 года Постановлением Совета Министров УССР от 07.08.63 г. № 180-р, путём реорганизации памятника природы местного значения, основанного в 1947 году.

## Описание
Расположен в Крымских горах на отрогах Долгоруковской яйлы на территории Перевальненского лесничества квадрат 4, охватывающий одноименного комплекса пещер. Памятник природы находится в границах ландшафтно-рекреационного парка Урочище Кизил-Коба.
Ближайший населённый пункт — село Перевальное, город — Симферополь.

## Природа
Кызыл-Коба — самая большая пещера в Крыму. Общая протяжённость изученной её части составляет на данный период времени около 25 км, площадь 64000 м², объём 270000 м³, перепад высот 275 м. По первому этажу протекает подземная река Кизилкобинка. В пещере немало озёр, водопадов, сифонов.